# Sven Gey
Sven Gey (* 1986 in Köln) ist ein deutscher Schauspieler.

## Leben
Sven Gey wuchs im Rheinland auf. Er absolvierte von 2008 bis 2011 sein Schauspielstudium an der Folkwang Universität der Künste in Essen, das er mit dem Schauspieldiplom abschloss. Während seines Studiums hatte er erste Theaterengagements am Schauspielhaus Bochum (2010/2011) und am Schauspiel Essen (2012). Von August bis Oktober 2012 gastierte er am Ernst-Deutsch-Theater in Hamburg, wo er die Hauptrolle des Daniel in der deutschen Erstaufführung des Theaterstücks Sippschaft von Nina Raine übernahm.
Ab der Saison 2012/13 war er bis 2014 für zwei Spielzeiten als festes Ensemblemitglied am Theater St. Gallen engagiert. Dort spielte er u. a. Christian von Neuvillette in Cyrano de Bergerac (2013/14), Graf Wetter vom Strahl in Das Käthchen von Heilbronn (2013), Ferdinand in Kabale und Liebe (2014), Fedotik in Drei Schwestern (2014) und Eteokles in Ödipus Stadt, der Theben-Trilogie nach Sophokles, Euripides und Aischylos, in der Bühnenfassung von John von Düffel (2014). Seither arbeitet er als freier Schauspieler.
Weitere Theaterengagements hatte er im Künstlerhaus Mousonturm in Frankfurt am Main (2015), am Stadttheater Luzern (2015; als „Er“ in Bin nebenan von Ingrid Lausund) und am Schauspielhaus Hamburg (2015; als Bahnhofsvorsteher Thomas Hudetz in Der jüngsteTag von Ödön von Horváth).
Im März 2016 spielte er in dem Einpersonen-Stück Der Wendepunkt, nach der Autobiografie von Klaus Mann, im Maschinenhaus Essen. Im Mai 2016 trat er im Maschinenhaus Essen in Mythomania von Simina German auf, wo er den angeblichen schwedischen Serienmörder Sture Bergwall darstellte. Seit 2023 ist er beim Kindertourneetheater Achja! in der Produktion „Die Netzretter“ zu sehen.
Gey arbeitete auch für Film und Fernsehen. Er spielte u. a. in dem Film Pixelschatten, der im Rahmen der Sendereihe „Das kleine Fernsehspiel“ vom ZDF produziert und gezeigt wurde. In dem Fernsehfilm Sternstunde ihres Lebens (2014), in dem Iris Berben die Rolle von Elisabeth Selbert, einer der „Mütter des Grundgesetzes“ spielte, hatte er eine Nebenrolle; er spielte Elisabeth Selberts Sohn Gerd. Im September 2016 war Gey in der ZDF-Krimiserie Die Rosenheim-Cops in einer Episodenrolle zu sehen; er spielte den tatverdächtigen Freerunner Hans Hirschberger.  In der 17. Staffel (Erstausstrahlung ab September 2018) der ZDF-Serie SOKO Köln hatte er eine Episodenrolle als Tierarzt Dr. Fabian Giffner; er spielte den tatverdächtigen Mitarbeiter in der Praxis des Mordopfers. In der 5. Staffel der ZDF-Serie Bettys Diagnose (2018) war er der Vater eines kleinen Jungen, der den Weihnachtsmann sucht.
Sven Gey lebt in Köln.

## Filmografie (Auswahl)
- 2011: Pixelschatten (Fernsehfilm)
- 2014: Sternstunde ihres Lebens (Fernsehfilm)
- 2016: Die Rosenheim-Cops (Fernsehserie; Folge Mit Wasser wär' das nicht passiert)
- 2018: Heldt (Fernsehserie; Folge Carlo)
- 2018: SOKO Köln (Fernsehserie; Folge Blut ist dicker als Wasser)
- 2018: Bettys Diagnose (Fernsehserie; Folge Schöne Bescherung)
- 2019: Marie Brand und das Spiel mit dem Glück
- 2021: Tatort: Heile Welt
- 2023: Wilsberg: Wut und Totschlag